# 角川ヘラルド・ピクチャーズ
株式会社角川ヘラルド・ピクチャーズ（かどかわヘラルド・ピクチャーズ、KADOKAWA HERALD PICTURES, INC.）は、かつて存在した映画配給を主たる業務とした企業。旧商号は日本ヘラルド映画株式会社（にほんヘラルドえいが、NIPPON HERALD FILMS,INC.）。2006年3月に角川映画（現：KADOKAWA）に吸収合併された。

## 概要
愛知県名古屋市が発祥のヘラルドグループの企業を起源とし、洋画供給事業では、東宝東和、松竹富士、東北新社と共に有力企業であった。2005年8月に角川ホールディングス（現：KADOKAWA）の傘下に入り、社名変更後の翌2006年2月まで法人として存続した。

## 沿革
- 1956年（昭和28年）3月 - 古川勝巳と実父で映画興行者の古川為三郎が映画の製作・配給・興行を目的として愛知県名古屋市で有限会社欧米映画配給社（おうべいえいがはいきゅうしゃ）を創業[1]。代表取締役社長に勝巳、代表取締役会長に為三郎がそれぞれ就任。
- 1957年（昭和29年）12月 - ヘラルド映画株式会社（ヘラルドえいが）に商号及び組織変更。
- 1958年（昭和30年）12月 - 本社を東京都中央区銀座西に移転。
- 1960年（昭和35年）3月 - 映画輸入割当本数拡大を目的として、大洋映画株式会社（角正太郎社長）と北欧映画株式会社（中筋藤一社長）を合併。
- 1961年（昭和36年）7月 - 映画輸入割当本数拡大を目的として株式会社ニッポンシネマコーポレーション（社長伊藤琴寿）と合併し、日本ヘラルド映画株式会社を設立。
- 1969年（昭和44年）7月 - 本社を東京都港区 新橋駅前ビルに移転。
- 1977年（昭和52年） - ヘラルドテレビ株式会社と日本ヘラルド映画株式会社の出版局を継承した（旧）ヘラルド・エンタープライズ株式会社を設立。
- 1980年（昭和55年） - 副社長の古川博三が代表取締役副社長に就任。
- 1981年（昭和56年） - 日本ヘラルド映画株式会社の宣伝部を継承した株式会社ヘラルド・エースを設立。
- 1986年（昭和61年） - 日本ヘラルド映画・ヘラルド興業社長の勝巳死去に伴い、代表取締役社長にヘラルド興業副社長の古川為之が就任。
- 1989年（平成元年）12月 - 代表取締役社長に博三、代表取締役会長に為之、名誉会長に為三郎がそれぞれ就任。
- 1990年（平成2年） - CSでペイ・パー・ビューを開始[2]。
- 1993年（平成5年）2月 - 本社を東京都中央区 銀座古川ビルに移転。
- 1994年（平成6年）10月 - （旧）ヘラルド・エンタープライズ株式会社、直営のミニ・シアター「恵比寿ガーデンシネマ1・2」がオープン。
- 1996年（平成8年）
  - 7月10日 - 映画の製作、配給、興行及び不動産の売買を目的として東京都港区に資本金9千万円でヘラルド・エステート株式会社を設立。
  - 10月
    - （旧）日本ヘラルド映画株式会社より映画配給事業の営業譲渡を受け、映像事業を開始。同時に商号を日本ヘラルド映画株式会社に変更。
    - （旧）日本ヘラルド映画株式会社はヘラルド・エステート株式会社に商号変更し、日本ヘラルド映画社員寮等の不動産管理会社となる（同月にヘラルド不動産と合併し解散[3]）。
- 1997年（平成9年）4月 - ヘラルド・エンタープライズ株式会社が興行事業を開始。
- 1999年（平成11年）12月 - 映像作品の日本語版制作会社のグロービジョン株式会社の株式を取得し、100%子会社とする。
- 2002年（平成14年）9月4日 - 日本証券業協会に株式を店頭登録[4]。
- 2004年（平成16年）
  - 3月 - 株式会社角川大映映画を割当先とする第三者割当増資を実施し、株式会社角川ホールディングス（現：KADOKAWA）の持分法適用会社となる。
  - 12月 - 日本証券業協会への店頭登録を取消し、ジャスダック証券取引所に株式を上場。
- 2005年（平成17年）
  - 3月 - 株主異動により株式会社角川ホールディングス（現・KADOKAWA）の連結子会社となる。
  - 6月 - 本社を千代田区紀尾井町に移転。角川映画役員で日活出身の江川信也が代表執行役社長に就任し、取締役全員が角川グループからの出向者となる。
  - 7月27日 - ジャスダック証券取引所上場廃止[5]。
  - 8月 - 株式交換により株式会社角川ホールディングスの100％子会社となる。商号を「株式会社角川ヘラルド・ピクチャーズ」に変更。
- 2006年（平成18年）3月1日 - 角川映画と合併（存続会社は角川映画）、映画配給会社としての歴史に幕を下ろした。合併後の社名は角川ヘラルド映画株式会社。
- 2007年（平成19年）3月1日 - 角川ヘラルド映画株式会社が社名を再び角川映画株式会社（二代目）に変更。名実共に映画界から『ヘラルド』（Herald）のブランドは消滅した。

## 主な映画作品
1959年
- 影（ポーランドの映画） ※初の輸入作品。

### 1960年代
1962年
- 戦場（ソビエト連邦の映画）（ロシア語: Повесть пламенных лет） ※1962年洋画配給収入9位。
- ローマの恋
- 太陽はひとりぼっち

1963年
- 草の上の昼食
- わんぱく戦争
- チコと鮫（フランス・アメリカの映画） ※1963年洋画配給収入10位。
- ぼくの伯父さんの休暇
- 地下室のメロディー ※1963年洋画配給収入6位、東和・松竹映配との共同配給。
- ソドムとゴモラ
- 女と男のいる舗道

1964年
- 突然炎のごとく
- 昨日・今日・明日
- ゼロの世代
- アイドルを探せ
- 軽蔑
- 輪舞

1965年
- ダンケルク ※1965年洋画配給収入10位。
- タブウ
- 柔らかい肌
- ああ結婚
- 夜霧のしのび逢い

1966年
- 幸福（しあわせ）
- 戦争と平和（第一部） ※1966年洋画配給収入5位。

1967年
- ガンマン無頼
- 気狂いピエロ
- 狂った大陸・これがアメリカだ
- ナポリと女と泥棒たち
- 戦争と平和（完結編） ※1967年洋画配給収入7位。

1968年
- ダーリング
- サムライ
- さらば友よ
- フリーセックス地帯を行く〜天国か地獄か

1969年
- 華麗なる殺人
- アポロンの地獄
- 黄金無頼
- 太陽が知っている
- 世にも怪奇な物語
- 千夜一夜物語 ※1969年邦画配給収入5位、虫プロダクション制作アニメラマ第1作。
- ネレトバの戦い ※1970年洋画東京ロードショー分の興行収入6位。

### 1970年代
1970年
- 世界秘教地帯を裂く〜 続・快楽と神秘
- やさしいライオン
- クレオパトラ ※虫プロダクション制作アニメラマ第2作。
- 雨の訪問者
- SOS北極... 赤いテント
- チャイコフスキー ※1971年洋画東京ロードショー分の興行収入4位。
- 狼の挽歌 ※1971年洋画東京ロードショー分の興行収入7位。

1971年
- 哀しみのトリスターナ
- みどりの壁（ペルーの映画）
- 小さな恋のメロディ ※1971年洋画東京ロードショー分の興行収入5位。
- 雨のエトランゼ
- ヤスジのポルノラマ やっちまえ!!
- 愛すべき女・女たち
- 夜と霧

1972年
- 小さな悪の華
- 死刑台のメロディ
- ひきしお ※1972年洋画東京ロードショー分の興行収入6位。
- ひとりぼっちの天使
- バラキ ※1973年洋画配給収入4位。

1973年
- 赤ちゃんよ永遠に
- ジョニーは戦場へ行った ※1973年洋画配給収入8位。
- シャーロットのおくりもの
- 哀しみのベラドンナ ※製作・配給。虫プロダクション制作アニメラマ第3作。
- アマゾネス

1974年
- マッドボンバー
- ダラスの熱い日
- 黒い砂漠
- エスピオナージ
- イルカの日
- ペイネ 愛の世界旅行
- さらばバルデス
- エマニエル夫人 ※1974年洋画配給収入3位。
- ジャックと豆の木 ※製作・配給[6] 。

1975年
- デルス・ウザーラ
- 奇跡の詩
- 砂のミラージュ
- インモラル物語
- 愛の嵐
- 続エマニエル夫人 ※1976年日本配給収入10位。

1976年
- グレートハンティング ※1976年洋画配給収入2位。
- ベンジー
- 午後の曳航
- 候補者ビル・マッケイ
- カサンドラ・クロス ※1977年日本配給収入6位
- ラストコンサート ※製作・配給[7] 。

1977年
- 合衆国最後の日
- さすらいの航海
- 歌麿 夢と知りせば
- ケンタッキー・フライド・ムービー
- ジョーイ

1978年
- 親子ねずみの不思議な旅
- マニトウ
- クワイヤボーイズ
- コンボイ ※1978年日本配給収入8位。
- フィーリング・ラブ（イタリア語: L'ultimo sapore dell'aria） ※製作・配給
- ザ・ドライバー
- 野性の証明 ※角川映画作品、1978年日本配給収入4位。

1979年
- グローイング・アップ（イスラエル映画）
- ブリンクス
- ゾンビ
- くるみ割り人形 ※サンリオとの共同配給。
- イノセント
- ハリケーン
- 料理長殿、ご用心

### 1980年代
1980年
- 地獄の黙示録 ※1980年洋画配給収入3位
- 悪魔の棲む家
- あしたのジョー ※ヘラルド・エンタープライズ製作、富士映画との共同配給
- ウォーターシップダウンのうさぎたち
- 大理石の男
- カリギュラ
- テス

1981年
- 月光仮面 〜THE MOON MASK RIDER〜 ※プルミエ・インターナショナル/ヘラルド・エンタープライズ製作
- 最前線物語
- 殺しのドレス
- ニューヨーク1997
- ハウリング
- あしたのジョー2 ※ヘラルド・エンタープライズ製作・配給
- シリウスの伝説
- 陽炎座
- 愛と哀しみのボレロ
- の・ようなもの
- 郵便配達は二度ベルを鳴らす
- ジェラシー

1982年
- U・ボート
- 象のいない動物園 ※ヘラルド・エンタープライズ製作・配給[8] 。
- ミッドナイトクロス
- 狼男アメリカン
- 対馬丸 —さようなら沖繩—

1983年
- 処刑教室
- シャドー
- 南極物語 ※1983年邦画配給収入1位、東宝との共同配給。
- ヘカテ ※ヘラルド・エースとの共同配給。
- アイコ十六歳
- グッドバイ夏のうさぎ
- ネバーセイ・ネバーアゲイン ※1984年洋画配給収入6位

1984年
- コヤニスカッツィ
- 綿の国星
- BIG WAVE[9]
- ブレイクダンス
- 瀬戸内少年野球団 ※ヘラルド・エース製作

1985年
- 生徒諸君!
- 私生活のない女 ※ヘラルド・エース配給。
- 死霊のはらわた
- 乱 ※ヘラルド・エース製作。1985年邦画配給収入3位、東宝との共同配給。
- 銀河鉄道の夜[10] ※日本ヘラルド映画グループ製作
- シルクウッド
- アナザー・カントリー
- スペースバンパイア ※1985年洋画配給収入7位
- 女と男の名誉
- サンタクロース ※1986年洋画配給収入10位
- ダンス・ウィズ・ア・ストレンジャー

1986年
- ファンダンゴ
- ナインハーフ
- エルム街の悪夢
- キング・ソロモンの秘宝
- ショート・サーキット
- 蜘蛛女のキス
- マリリンとアインシュタイン
- 海と毒薬

1987年
- 瀬戸内少年野球団・青春篇 最後の楽園 ※ヘラルド・エース製作
- 処刑ライダー
- ミスター・ソウルマン
- 悪魔の改造人間
- ミッション
- 男たちの挽歌
- キング・ソロモンの秘宝2/幻の黄金都市を求めて
- 愛と栄光への日々
- 特攻サンダーボルト作戦
- あいつとララバイ 水曜日のシンデレラ[11]
- バリバリ伝説
- チロヌップのきつね ※ヘラルド・エンタープライズ製作・配給[12]
- 必殺マグナム
- 愛は危険な香り
- 超高性能兵器サイクロン
- ハンバーガー・ヒル
- 鮮血の美学
- バトルランナー
- ドラキュリアン
- 紫式部 源氏物語[13] ※日本ヘラルド映画グループ製作
- デス・ポイント/非情の罠
- グッバイ・ヒーロー

1988年
- 四月怪談 ※ヘラルド・エースとの共同配給
- ブラドック/地獄のヒーロー3
- 木村家の人びと ※ヘラルド・エースとの共同配給
- 死海殺人事件
- ウー・ウー・キッド
- モモ ※ヘラルド・エースとの共同配給
- TOMORROW 明日 ※ヘラルド・エースとの共同配給
- マック
- ハイ・シェラ

1989年
- レッド・スコルピオン
- ゾンビコップ
- ジュリエット・ゲーム ※ヘラルド・エースとの共同配給
- ヘルレイザー2
- 風の又三郎 ガラスのマント ※日本ヘラルド映画グループ製作
- ホームボーイ
- メジャーリーグ
- エルヴァイラ
- フェイスレス
- 戦場にかける橋2/クワイ河からの生還
- 誘惑者 ※ヘラルド・エースとの共同配給
- ザ・ファントム/地獄のヒーロー4
- 恋人たちの予感
- セックスと嘘とビデオテープ
- ニュー・シネマ・パラダイス ※ヘラルド・エースとの共同配給[14]
- ザジ ZAZIE

### 1990年代
1990年
- 揺れる大地
- パニッシャー
- ファミリービジネス
- デルタフォース2
- おじさん改造講座 ※製作・配給[15]
- チャイナシャドー ※製作・配給
- ミディアン
- 地獄からの生還/プラトーン・リーダー
- 蘭の女
- アパッチ
- ダークエンジェル
- バトルガンM‐16
- ミスティック・ピザ
- ステラ
- Q&A
- 地獄の女囚コマンド
- ミュージックボックス
- ヘザース/ベロニカの熱い日

1991年
- ニキータ
- 逃亡者
- デルタフォース2
- ミザリー
- 友は風の彼方に
- キラー・クロコダイル/怒りの逆襲
- 地獄の女アンドロイド（英語版）
- ブルージーン・コップ
- ありふれた愛のストーリー
- クライ・ベイビー
- マイ・プライベート・アイダホ
- デスロック/戦略ガス兵器を追え!
- ラスト・ショー2
- K2/ハロルドとテイラー
- ハートブルー
- ライオンハート

1992年
- ハーレーダビッドソン&マルボロマン
- ダブル・インパクト
- 夢の涯てまでも
- 炎の大捜査線
- 愛人/ラマン ※1992年洋画配給収入3位
- ツイン・ピークス/ローラ・パーマー最期の7日間
- 続・蘭の女 官能のレッドシューズ
- シティ・オブ・ジョイ
- 氷の微笑 ※1992年洋画配給収入8位
- KAFKA/迷宮の悪夢
- アップルゲイツ
- 恋の掟
- きらきらひかる ※ヘラルド・エースとの共同配給
- ランブリング・ローズ
- ダンシング・ヒーロー

1993年
- 赤い航路
- お引越し ※ヘラルド・エースとの共同配給
- 地獄の女スーパーコップ
- 迷子の大人たち
- バニシング・レッド
- ブラックピューマ
- 山猫は眠らない
- ウインズ
- パリところどころ
- 赤い薔薇ソースの伝説
- 月光の夏 ※ヘラルド・エース他との共同配給
- スーパーマリオ 魔界帝国の女神
- お墓と離婚 ※製作・配給
- 二十才の微熱
- 地獄の女スナイパー
- 黒豹のバラード
- ブロンディー/女銀行強盗
- グラン・マスクの男
- 顔のない天使
- おかしなおかしな訪問者

1994年
- 尼僧の恋
- トカレフ ※ヘラルド・エースとの共同配給
- 夏の庭 The Friends ※ヘラルド・エースとの共同配給
- 必殺処刑コップ
- チャック・ノリス in ヘルバウンド/地獄のヒーロー5
- さくら ※製作委員会との共同配給
- 蜘蛛女
- バッド・ルーテナント/刑事とドラッグとキリスト
- 永遠の愛に生きて
- 心の地図
- トゥルーライズ ※1994年洋画配給収入2位
- ザ・チェイス
- クロウ/飛翔伝説
- ショート・カッツ
- ストリーマーズ 若き兵士たちの物語
- ネイビー・フォース/テロリスト壊滅作戦
- 河童

1995年
- みんな〜やってるか! ※ヘラルド・エースとの共同配給
- グッドマン・イン・アフリカ
- クロオビキッズ
- レオン (映画)
- Love Letter ※ヘラルド・エースとの共同配給
- ネル
- プレタポルテ
- 午後の遺言状 ※ヘラルド・エースとの共同配給
- 打ち上げ花火、下から見るか? 横から見るか? ※ヘラルド・エースとの共同配給
- 君を忘れない (映画) ※製作・配給
- スモーク (映画)
- 緊急呼出し エマージェンシー・コール

1996年
- ストレンジ・デイズ/1999年12月31日
- ブルー・イン・ザ・フェイス
- コピーキャット
- 陽のあたる教室
- 白い嵐
- 孤独な場所で
- ヒート
- 狼たちの街
- 野獣教師
- デッドマン・ウォーキング
- タンタンとトワゾンドール号の神秘
- スワロウテイル ※製作、エースピクチャーズとの共同配給
- リービング・ラスベガス
- 太陽と月に背いて
- ザ・ファン
- エディー 勝利の天使
- ホーム・フォー・ザ・ホリデイ
- 評決のとき

1997年
- バーブ・ワイヤー/ブロンド美女戦記
- クラッシュ
- エキゾチカ
- あなたに逢いたくて
- スリーパーズ ※1997年洋画配給収入6位
- カーマ・スートラ/愛の教科書
- イルマ・ヴェップ
- マイケル
- 心の指紋
- フィフス・エレメント ※1997年洋画配給収入5位
- ホワイトハウスの陰謀
- ベント/堕ちた饗宴
- セブン・イヤーズ・イン・チベット

1998年
- HANA-BI ※オフィス北野との共同配給
- G.I.ジェーン
- チャイニーズ・ボックス
- ニル・バイ・マウス
- ディアボロス/悪魔の扉
- 絶体×絶命
- L.A.コンフィデンシャル
- ダロウェイ夫人
- 生きない ※製作、オフィス北野との共同配給
- 相続人
- 始皇帝暗殺 ※製作・配給、角川映画作品
- ベルベット・ゴールドマイン
- ロスト・イン・スペース
- ルル・オン・ザ・ブリッジ

1999年
- 生きたい
- セントラル・ステーション
- ヴァンパイア/最期の聖戦
- 沈黙の陰謀
- 隣人は静かに笑う
- ペイバック
- ブレイド
- 菊次郎の夏 ※製作、オフィス北野との共同配給
- 奇蹟の輝き
- エリザベス
- タイムトラベラー きのうから来た恋人
- I love ペッカー
- アナライズ・ミー
- カラオケ

### 2000年代
2000年
- スリーピー・ホロウ
- アメリカン・ヒストリーX
- マグノリア
- 氷の接吻
- フェリシアの旅
- ヴァン・ダム IN コヨーテ
- NYPD15分署
- エニイ・ギブン・サンデー
- アメリカン・パイ
- ロスト・サン
- TAXi2
- 最終絶叫計画
- オータム・イン・ニューヨーク
- フィオナが恋していた頃
- ナトゥ 踊る!ニンジャ伝説 ※製作・配給

2001年
- 13デイズ
- アート・オブ・ウォー
- 追撃者
- アヴァロン ※製作・配給
- リトル・ダンサー
- スターリングラード
- 吸血鬼ハンターD
- トラフィック
- 15ミニッツ
- ウェディング・プランナー
- ココニイルコト ※製作・配給
- ザ・コンテンダー
- 王は踊る
- シャドウ・オブ・ヴァンパイア
- ドリヴン
- スコア
- ヤング・ブラッド
- アクシデンタル・スパイ

2002年
- インティマシー/親密
- ピアニスト
- マリー・アントワネットの首飾り
- ロード・オブ・ザ・リング ※2002年洋画興行収入4位、松竹との共同配給。
- 光の旅人 K-PAX
- ALI アリ
- ブレイド2
- 月のひつじ
- 海辺の家
- DRIVE (映画) ※製作・配給
- インソムニア
- 最'新'絶叫計画
- スズメバチ
- バースデイ・ガール
- K-19
- ギャング・オブ・ニューヨーク
- 草ぶきの学校

2003年
- ロード・オブ・ザ・リング/二つの塔 ※2003年洋画興行収入4位、松竹との共同配給。
- WATARIDORI
- あずみ ※製作・配給協力、配給は東宝。
- ハンテッド
- ミニミニ大作戦
- EX エックス
- ファム・ファタール
- クジラの島の少女
- 10億分の1の男
- ノックアラウンド・ガイズ
- たまゆらの女
- フレディVSジェイソン
- すべては愛のために

2004年
- ロード・オブ・ザ・リング/王の帰還 ※2004年洋画興行収入4位、松竹との共同配給。
- かまち ※製作・配給
- テキサス・チェーンソー
- Re:プレイ
- ゴッド・ディーバ
- パッション
- 深呼吸の必要 ※製作・配給
- メダリオン
- ワイルド・レンジ 最後の銃撃
- ウォルター少年と、夏の休日
- 機関車先生
- ドリーマーズ
- 華氏911 ※ギャガ･コミュニケーションズ、博報堂DYメディアパートナーズとの共同配給。
- ハイウェイマン
- トゥー・ブラザーズ
- モーターサイクル・ダイアリーズ
- 80デイズ
- ホワイト・ライズ
- マイ・ボディガード ※松竹との共同配給。

2005年
- アレキサンダー ※松竹との共同配給。
- THE JUON/呪怨 ※クロックワークスとの共同配給。
- アイ・アム・デビッド
- セルラー
- あずみ2 Death or Love ※製作・配給協力、配給は東宝。
- アビエイター ※松竹との共同配給。
- コーラス
- 甘い人生
- ブレイド3
- ワイルド・タウン/英雄伝説
- イン・ザ・プール ※製作・配給
- オペレッタ狸御殿 ※製作、松竹との共同配給。
- ラヴェンダーの咲く庭で
- 姑獲鳥の夏 ※製作・配給
- 亡国のイージス ※製作・配給。2005年邦画興行収入12位、松竹との共同配給。
- ターネーション
- ハッカビーズ
- ルパン

2006年
- B型の彼氏
- アサルト13 要塞警察 ※角川ヘラルド・ピクチャーズ最後の配給作品。

## テレビアニメ作品
- ハックルベリィの冒険
- まんがこども文庫 ※ヘラルド・エンタープライズ製作
- まんが偉人物語 ※ヘラルド・エンタープライズ製作
- 怪盗ルパン 813の謎 ※タツノコプロとの共同制作・配給
- あしながおじさん ※タツノコプロとの共同制作
- おじゃまんが山田くん ※制作
- お〜い!竜馬 ※アニメーション制作[16]
- ポコニャン
- 強殖装甲ガイバー ※製作

## OVA作品
- 風と木の詩 SANCTUS -聖なるかな- ※ヘラルド・エンタープライズ製作
- IZUMO（都築和彦原作） ※日本ヘラルド映画製作、ヘラルド・エース制作
- OL改造講座

## 旧・関連会社
- ヘラルドテレビ株式会社 - テレビ放映権の販売。ヘラルド・エンタープライズへ発展的解消。
- ヘラルド・エンタープライズ株式会社（初代法人） - ヘラルドテレビと日本ヘラルド映画出版局を事業を継承し、テレビ放映権の販売と「ヘラルド出版」名義で出版事業（書籍「ヘラルド映画文庫」・雑誌「ホームビデオ[17]」）を開始。アニメの製作、映画配給、 ビデオグラム（VHS・LD）の発売、映画興行を行っていた。
- ヘラルド・エンタープライズ株式会社（二代目法人） - 映画興行会社。日本ヘラルド映画の劇場部門として設立。2007年に角川シネプレックス株式会社、2013年にシネプレックス株式会社に商号変更、2013年6月にユナイテッド・シネマと合併し解散。
- 株式会社ヘラルド・ポニー - 株式会社ポニーとの共同出資会社。主にMGM/UA作品のビデオグラム（VHS・LD）の発売。OVA「魔女でもステディ」も製作・発売。
- 株式会社ヘラルドネルソン - 北アメリカのビデオグラム販売・映画製作会社のNELSON ENTERTAINMENTとの合弁。ビデオグラム（VHS・LD）の発売。1991年解散。
- 北日本ヘラルド興業株式会社 - 映画興行会社（「北見中央劇場」「苫小牧日劇」等）。2000年、ヘラルド・エンタープライズ（二代目法人）に吸収合併。
- 株式会社ヘラルド・エース - 邦画製作と非英語圏映画の輸入・宣伝、単館系配給。日本ヘラルド映画宣伝部を継承し、子会社として設立。1995年、角川書店の子会社となり株式会社エースピクチャーズに商号変更。1998年4月住友商事子会社の株式会社アスミックと合併し解散。
- 株式会社ヘラルド・ミュージック - 音楽出版社。2000年1月に社長の篠崎順と共にグループから独立、2001年に株式会社エイチ・アンド・エム・インコーポレーテッドに社名変更[18]。
- 株式会社フィルムインク - 16ミリ・8ミリ映画の配給会社（非劇場配給）。
- Herald Films International Ltd.（ヘラルド・フィルムズ・インターナショナル・リミテッド）  - 香港法人。
- ヘラルド・コミュニケーション株式会社 - 映画番組供給会社だったが、日本ヘラルド映画の株式等を保有する古川博三の資産管理会社となる。
- グロービジョン株式会社 - 映像作品の日本語版（吹き替え、字幕）制作会社。
- シネプレックス・アジア株式会社 - 2004年設立の非連結子会社。2007年度に清算。

## テレビ番組
- 日経スペシャル ガイアの夜明け 大ヒット映画を輸入せよ!（2002年12月22日、テレビ東京）[19]。